# Afelia
Алиса Олеговна Стяжкова (род. 2 декабря 1999, Красногорск, Московская область), более известная под сценическим псевдонимом Afelia (cтилизуется как AFELIA) — российская поп-певица, автор песен, актриса театра. Солистка группы Cream Soda c 2022 года.

## Биография

### Детство, ранние годы и студенчество
Родилась 2 декабря 1999 года в Красногорске, Московская область. В интервью Peopletalk.ru в ноябре 2023 года певица поделилась, что посвятить себя творчеству её побудили детские комплексы и травмы. Первый раз Алиса вышла на сцену еще в детском саду, где ей досталась роль теста в театральной постановке «Колобок». Из воспоминаний детства известно, что Алиса не занималась в музыкальной школе, но посещала занятия вокала с ранних лет, а также принимала участия в различных музыкальных конкурсах, среди которых «Голос. Дети» и «Новая волна». Участие в международном детском конкурсе Sound kids в 2013 году певица назвала «самым стрессовым выходом на сцену» в подростковом возрасте.

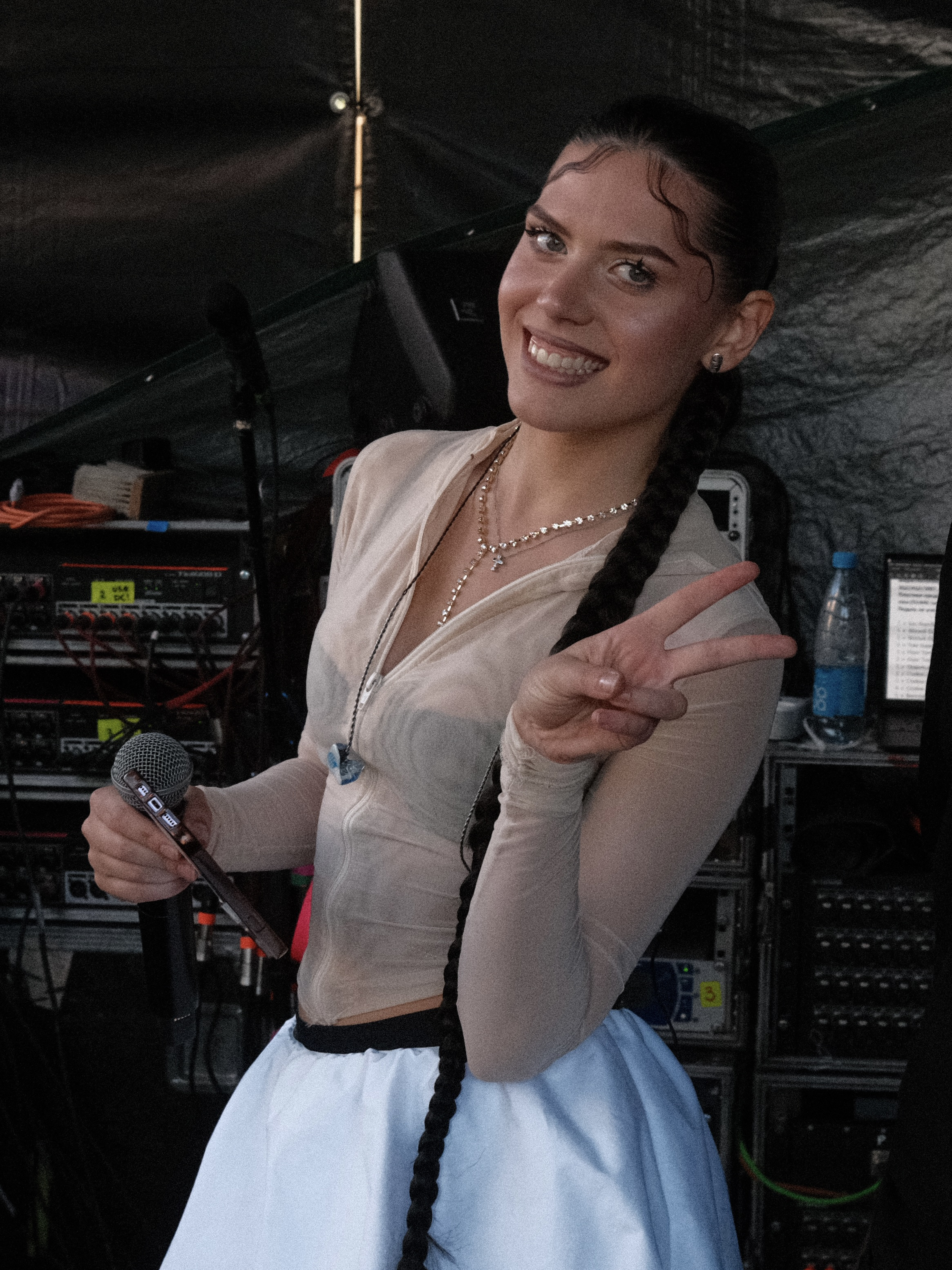
Певица Afelia

В 2017—2021 гг. Алиса обучалась на театральном курсе в мастерской В. М. Бейлиса ВТУ им. М. С. Щепкина. Параллельно в тот период Алиса принимает участие в кастингах и конкурсах, выкладывает в социальные сети каверы на песни Земфиры, Аллы Пугачевой, t.A.T.u. и других музыкантов. Первый сольный концерт Алисы Стяжковой состоялся в апреле 2019 года, что можно считать отправной точкой в концертной деятельности певицы.

### AFELIA
В конце 2021 года на лейбле Easy Fresh management Алиса выпускает свой первый сингл «Не умирай» под сценическим псевдономом AFELIA. Первый сингл был тепло принят аудиторией и в начале 2022 года Afelia попадает «ТОП-9 перспективных русскоязычных исполнителей, за которыми стоит следить» по версии телеканала «Пятый».

В июне 2022 года Алиса выпускает мини-альбома «Спаси», а ближе к концу года выходят синглы «Дам тебе силы», «Кто из нас».

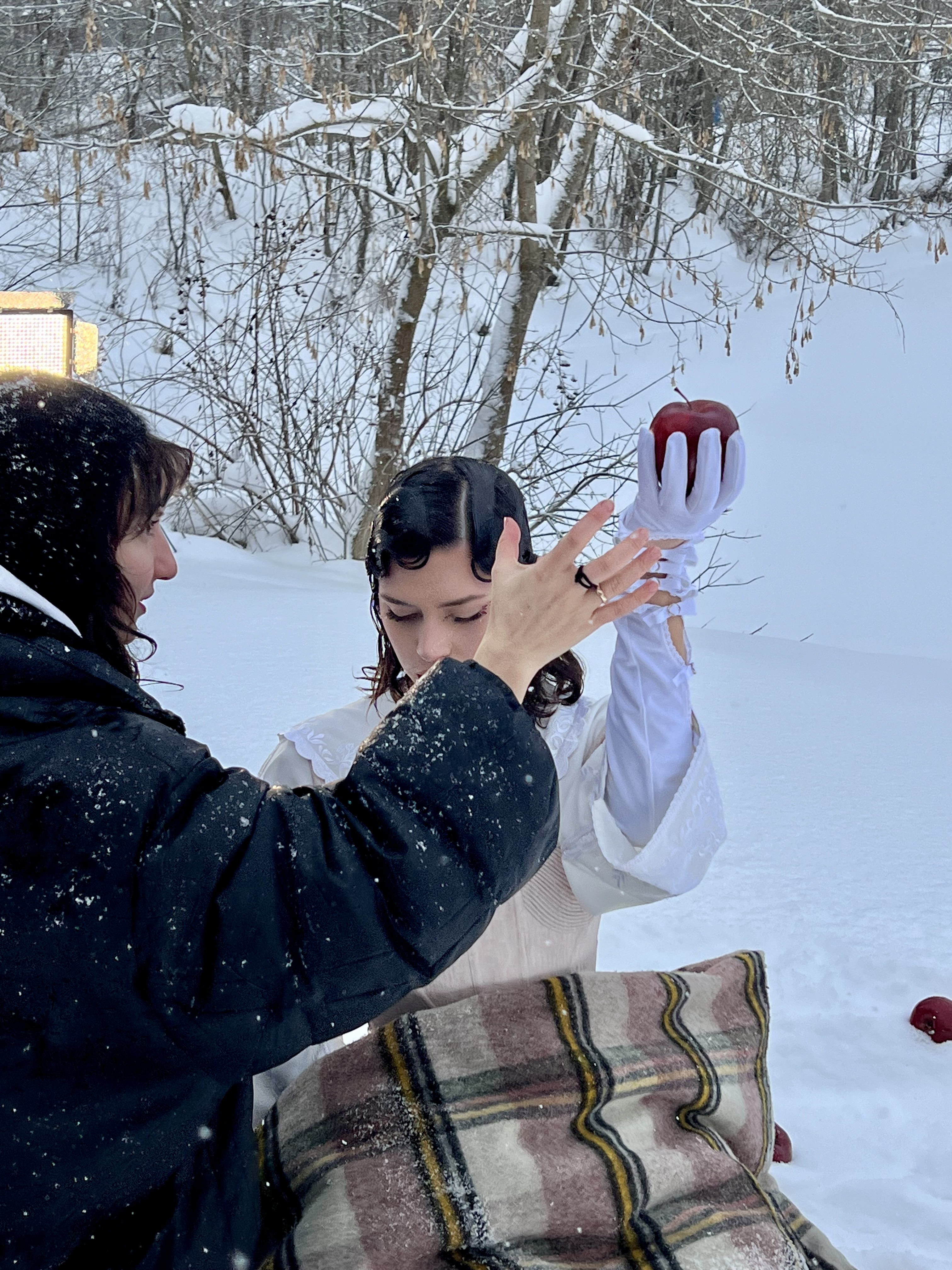
Afelia на съёмках промо к синглу «Ты мой дом», декабрь 2023

Разрыв отношений с возлюбленным побудили Алису Стяжкову на запись нового материала. В начале 2023 года Алиса отправляет в Санкт-Петербург, где вместе с группой Tapenight приступает к записи своего альбома, релиз которого запланирован на май 2023 года. Однако из-за трагедии, произошедшей на Волге в марте, релиз сольного альбома был перенесен на более поздний срок.
Весной того же года, Afelia приняла участие в записи джингла «Дваждыдва», который попал в альбом «16 друзей 2x2», премьера которого состоялась 7 апреля 2023 года. 10 ноября 2023 года Afelia выпустила дебютный сольный альбом «Такие дела», а также два видеоклипа — на заглавный сингл «Такие дела» и трек «Зачем». В качестве центрального персонажа альбома был выбран образ клоуна, – аллегория на человека, который «вечно создает эмоциональные качели, иногда потерянный, иногда наивный ребенок — злой, добрый и трогательный». 8 декабря 2023 года в московском баре IF певица презентовала песни с нового альбома, а также исполнила треки из раннего творчества.
В 2024 году Алиса выпустила несколько сольных синглов: «Мир панических атак», «Глупо», «Психотерапевт», «Дура» и «Стерва», в том числе, сингл «Ты мой дом», записанный совместно с коллегой по проекту Cream Soda, Ильей Гадаевым, а также выступила на фиолетовой сцене VK Fest в Санкт-Петербурге и Москве и на сцене фестиваля Пикник «Афиши» в Москве.
31 января 2025 года певица презентовала сингл «Не исправится» с предстоящего мини-альбома под названием «3 сессии в неделю», релиз которого состоялся 21 февраля. В треклист EP вошел совместный трек с российской рок-группой Jane Air. В поддержку релиза также выпущен видеоклип на трек «Я писала тебе», вдохновленным фильмом Альбера Ламориса «Красный Шар», и съёмки которого прошли в Гонконге в начале 2025 года.
Трек «Не исправится» попал в список лучших треков первой половины 2025 года по версии The Flow. 15 августа 2025 года вышел трибьют-альбоме группы Uma2rman «Звезды считают нас (часть I)», в треклист которого вошла песня «Записка» в исполнении Afelia.

### Cream Soda
С группой Cream Soda Алису познакомил их общий друг Александр Хижняков в 2018 году. В тот период Александр планировал заняться сольной карьерой Алисы.
После принятия решения об уходе Романовской летом 2021 года участники группы Дима и Илья были озадачены поиском нового «голоса» коллектива. В августе Алиса выкладывает в социальные сети свой кавер на трек Алёны Свиридовой «Розовый Фламинго», на который моментально обратил внимание Дима Нова и предложил Алисе сотрудничество с группой. 

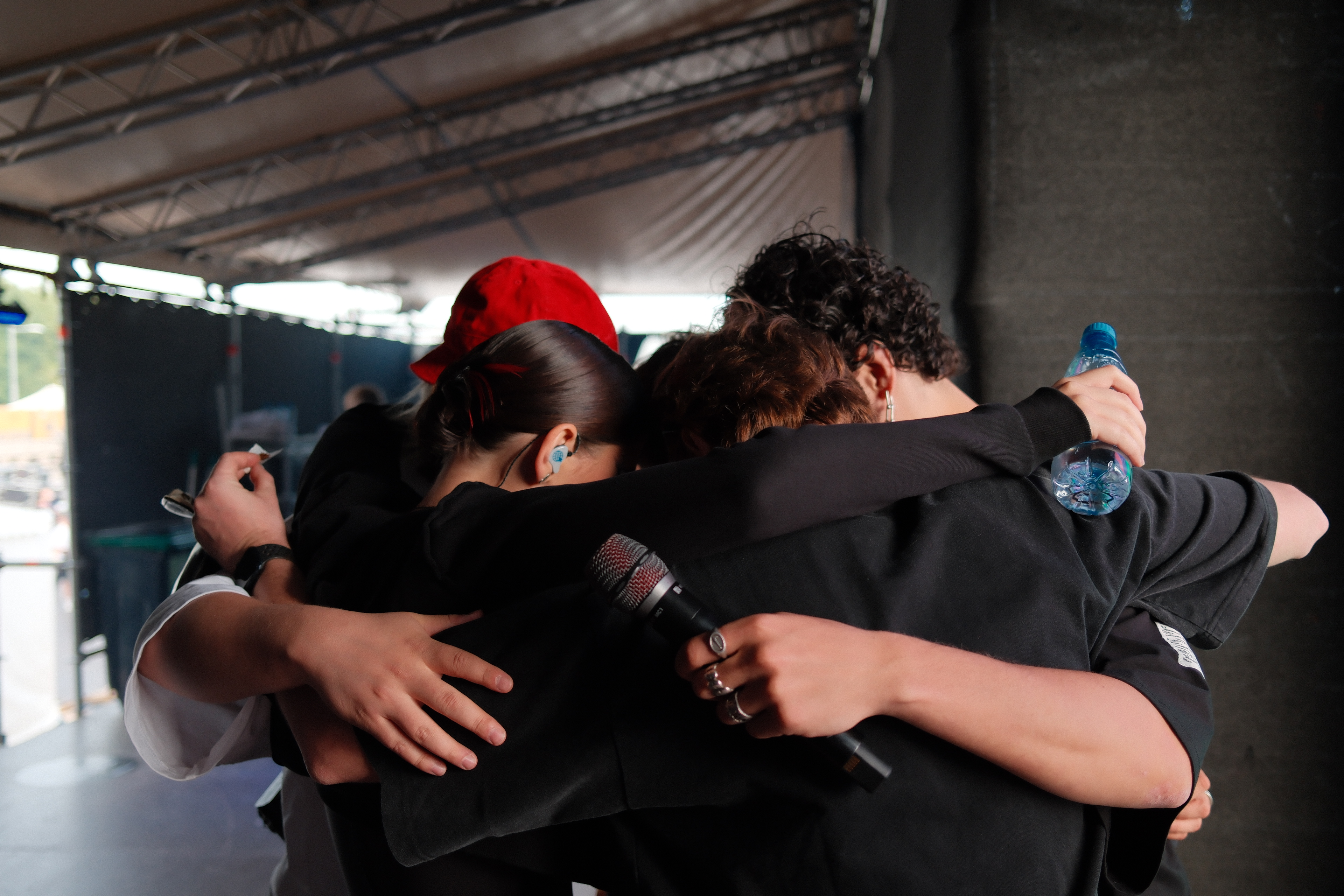
Алиса Стяжкова (Cream Soda) за кулисами VK Fest, июнь 2024

Вместе c тем, об изменении в составе Cream Soda общественности стало известно лишь спустя полгода. В марте 2022 года Алиса в таинственном образе с маской на лице впервые появляется в рекламном видеоролике к предстоящему концертному туру Cream Soda Mania. Первый концерт Cream Soda c Алисой в качестве полноценного участника группы состоялся в Санкт-Петербурге 1 апреля 2022 года. Однако имя новой солистки официально представлено не было. Аудитория приняла новый состав группы неоднозначными отзывами.
Первой песней, которую Cream Soda записали совместно с Алисой, стал трек «Счастье», презентованный в конце апреля 2022 на сольном концерте в Москве. Вместе с тем, его релиз был отложен до лучших времен. В конце лета 2022 года Cream Soda выпускает трек «Метаискренность» — первый официальный сингл группы, в котором звучит вокал Алисы.
Представление новой солистки группы, а также релиз нового альбома, были запланированы на март 2023 года. Однако ввиду трагического происшествия на Волге, унесшего жизни друзей, в том числе бывшего возлюбленного Алисы, Георгия Киселева, эти планы были перенесены. Спустя два месяца на Youtube-канале Stvol.TV Алиса Стяжкова в образе телеведущей «телевикторины» в стиле начале 2000-х объявила свое имя в качестве новой вокалистки Cream Soda.
26 мая 2023 года вышел новый альбом под названием Internet Friends, где Алиса Стяжкова выступила в качестве полноценной вокалистки группы.

## Личная жизнь
Певица замужем за A&R-директором лейбла S&P Digital Денисом Глазиным (род. 28 марта 1996).  
Пара расписалась в Грибоедовском ЗАГСе Москвы в апреле 2025 года. Свадьба в стиле «лесной андеграунд» состоялась 17 июля 2025 года в Рязанской области.

## Дискография
Студийные альбомы
- «Такие дела» (2023)[26]

Мини-альбомы
- «Спаси» (2022)
- «3 сессии в неделю» (2025)[19]

Синглы
- «Не умирай» (2021)
- «Дам тебе силы» (2022)
- «Кто из нас» (2022)
- «Ты мой дом» (совместно с Ilya Gadaev) (2024)[27]
- «Мир панических атак» (2024)[28]
- «Глупо» (2024)[29]
- «Психотерапевт» (2024)[30]
- «Дура» (2024)[13]
- «Стерва» (2024)[31]
- «Не исправится» (2025)[16]
- «двинулась» (2025)[32]

Гостевое участие
- «дерево» (макулатура, RSAC при участии Afelia) (2025)

Сборники
- «Записка» (трибьют-альбом Uma2rman «Звёзды считают нас», часть I) (2025)

## Видеография
Самостоятельные работы
- «Такие дела» (2023)
- «Зачем» (2023)
- «Глупо (Mood Video)» (2024)
- «Психотерапевт» (2024)
- «Дура (Mood Video)» (2024)
- «Я писала тебе» (2025)

Камео (в роли себя)
- Лучший друг — «Лучший друг» (2021)[33]

## Фильмография
- «Полет» (сериал, 1 сезон) — роль: девушка в клубе (2019)

## Театр
ВТУ им. М. С. Щепкина:
- «Синематека» — реж. А. А. Лещинский (2019)
- «Гроза» — реж. А. В. Дубровский — роль: Глаша, девка в доме Кабановойс (2020);
- «8 Любящих женщин» — реж. В. М. Бейлис — роль: Пьеретта (2020);
- «Дивертисмент / Сны Вакулы» — реж. А. А. Лещинский (2021);
- «Ромео и Джульета» — реж. Т. Н. Пышнова — роль: Леди Капулетти;
- «Братья Карамазовы» — реж. Т. Н. Пышнова — роль: Катерина Ивановна.